# Gianni Quaranta
Gianni Quaranta (Arsiè, 30 agosto 1943) è un regista, scenografo, costumista e designer italiano.
Le sue attività comprendono il cinema, il teatro lirico e di prosa, la pubblicità e l'ideazione di progetti creativi per mostre ed eventi di spettacolo.

## Biografia
Gianni Quaranta si è laureato presso l'Accademia di belle arti di Brera.
Premio Oscar nel 1987 per la scenografia del film "Camera con Vista" di James Ivory – ricevuto dopo ben tre nominations – Gianni Quaranta vanta una lunga e stimata carriera come regista, scenografo, costumista e designer nel mondo del cinema e del teatro (lirico, prosa e balletto), nella pubblicità, nello sviluppo di progetti creativi oltre che per mostre ed eventi.
Dopo l’esordio come assistente di rinomati architetti e scenografi, ben presto segue autonomamente il loro esempio ideando le scenografie per spettacoli teatrali al fianco di registi quali Goez Friedrich, Jean Mercuri, J. Jacques Karpo, Andrea Serban, Jeorges Lavaudant, Giorgio Ferrara, Luca Ronconi, Giancarlo Menotti, Mauro Bolognini, Filippo Crivelli, Sonja Frisell, Lorenzo Salveti, Marco Gagliardo e Franco Zeffirelli.
Crea e disegna le scene per grandi opere e balletti di repertorio, dove spesso ne cura anche la regia e il concept dei costumi, dando vita a superbe messe in scena: La traviata, Tosca, Rigoletto, Falstaff, Aida, Moise et Pharaon, Guglielmo Tell, La dama di picche, Don Carlo, Samson et Dalila, Carmen, Adriana Lecouvreur, Il turco in Italia, Il Tabarro, Suor Angelica, Gianni Schicchi, Fidelio, Gogo No Eiko, Madama Butterfly, Il Giro di Vite, Amelia al ballo, La Leggenda della Peri, Giselle, The Piano Upstairs, Casanova in Warsaw e molte altre.
Lavora nei più prestigiosi teatri in Italia e nel mondo, tra cui il Teatro alla Scala di Milano, il Teatro La Fenice di Venezia, il Teatro dell’Opera di Roma, il Teatro Regio di Torino, il Teatro San Carlo di Napoli, il Teatro Politeama di Palermo, il Théâtre National de l’Opéra di Parigi, il Théâtre de la Ville di Parigi, la Comédie Française di Parigi (per l’inaugurazione della restaurata Salle Richelieu), il Grand Théâtre di Ginevra, lo Staatsoper di Vienna, l’Oper Bonn, il Theatro Municipal di Rio de Janeiro, la Dallas Opera House, l’Opera Philadelphia, il Lyric Opera di Chicago, il Metropolitan Opera House di New York, la Royal Opera House di Muscat (per la prima stagione inaugurale), il Teatro Wielki-Opera Narodowa di Varsavia e il Teatro Puccini a Torre del Lago.
La sua scenografia per Aida, al Metropolitan Opera House di New York, è tanto acclamata da essere utilizzata ancora oggi, dopo oltre 30 anni continuativi.
Nel cinema debutta nel 1971 creando la scenografia, con Renzo Mongiardino, di "Fratello Sole, Sorella Luna" di Franco Zeffirelli, dove dimostra una notevole capacità di fondere reminiscenze di stampo teatrale con uno spiccato gusto realistico, tanto da ottenere la prima delle tre nomination all’Oscar.
Nel 1972, oltre a creare la scenografia per il balletto "La Leggenda della Peri" di P. Dukas, al Teatro alla Scala di Milano, lascia il suo segno nel mondo dei costumi attraverso la creazione di una superba interpretazione per la famosa ballerina Carla Fracci.
Nella stagione 1972-73, gli viene affidato l’incarico di Direttore degli Allestimenti Scenici del Teatro La Fenice di Venezia, ruolo che ricoprirà anche in seguito per il Teatro dell’Opera di Roma, nella stagione 1984-85.
Nel 1976 idea la scenografia di Lorenzaccio, di Alfred de Musset, che inaugura la riapertura dopo l’atteso restauro de la Salle Richelieu della Comédie Française, con la regia di Franco Zeffirelli.
Intanto, nell’ambiente cinematografico, il suo lavoro è sempre più apprezzato tra i registi italiani del calibro di Franco Zeffirelli, Lina Wertmuller, Bernardo Bertolucci, Ermanno Olmi, Angelo Longoni, Giacomo Battiato, Salvatore Samperi, Carlo Lizzani e Francesca Archibugi.
Gli viene assegnato il primo dei quattro “Premi qualità” ricevuti per la scenografia del film Novecento, di Bertolucci, con Robert De Niro, Gérard Depardieu, Dominique Sanda, Stefania Sandrelli, Donald Sutherland, Burt Lancaster, Sterling Hayden, Alida Valli, Romolo Valli.
Per il successivo "Gesù di Nazareth" di Zeffirelli, con Robert Powell, Olivia Hussey, Anne Bancroft, Rod Steiger, James Mason, Anthony Quinn, Ernest Borgnine, Laurence Olivier, Peter Ustinov, Claudia Cardinale, Fernando Rey, Michael York, Christopher Plummer, Stacy Kesch, Ian Holm, dove oltre a creare le scene disegna anche gli arredi, riceve il primo dei tre Nastri d’Argento.
Altamente considerato sia in Europa che in America, lavora al fianco di registi come James Ivory, François Giraud, Paul Mazursky, Herbert Ross, Jean Pierre Ponnelle, Gerard Corbiau, H. Gordon Boos, Anthony Hickox, James Cellan Jones, Paul Schrader, Monika Teuber e Rachid Benhadj.
Nel 1995 viene insignito del più importante premio francese del cinema, il César, per la scenografia del film Farinelli di Gerard Corbiau con Stefano Dionisi ed Enrico Lo Verso.
Sempre nel 1995 cura la regia, le scene ed i costumi per "Tosca" di Giacomo Puccini, interpretata da Josè Cura e Barbara De Maio a Torre del Lago Puccini, città che ospita ogni anno il festival dedicato alla celebrazione del grande compositore.
Tra i film la cui scenografia vede la sua firma anche "Tutto a posto e niente in ordine", con Luigi Diberti, Isa Danieli, Giuliana Calandra; "Tre simpatiche carogne" con Michel Piccoli, Sylvia Kristel, e Gérard Depardieu; Dancers con Michail Baryšnikov e Alessandra Ferri; "La leggenda del Santo bevitore" con Rutger Hauer e vincitore del Leone d’Oro al Festival del cinema di Venezia nel 1989; Magdalena con Nastassja Kinski; "Cortesie per gli Ospiti" con Christopher Walken, Helen Mirren, Rupert Everett e Natasha Richardson; Marquise con Sophie Marceau; Anniversario con Laura Morante e Luca Zingaretti; Mirka con Vanessa Redgrave, Gérard Depardieu, Franco Nero e Sergio Rubini.
Gianni Quaranta ha lavorato inoltre per importanti film per la televisione quali Cellini, una vita scellerata con Wadeck Stanczak, Ben Kingsley, Max von Sydow; Il Giovane Casanova con Stefano Accorsi e Cristiana Capotondi; Maria José: l’ultima Regina, con Barbara Bonulova; Renzo e Lucia con Paolo Villaggio, Stefano Dionisi, Laura Morante, Stefania Sandrelli; La sacra famiglia con Alessandro Gassman, Anna Caterina Morariu, Angela Molina e Franco Nero.
Egli è stato inoltre Scenografo di vari Film Opera quali ad esempio Pagliacci con Plàcido Domingo, Teresa Stratas, Juan Pos; Cavalleria Rusticana con Plácido Domingo, Elena Obraztsovà, Renato Bruson, Fedora Barbieri e Axelle Gall; Rigoletto con Luciano Pavarotti, Edita Gruberovà, Igvar Wixell e Ferruccio Furlaneto; La Traviata con Plácido Domingo, Teresa Stratas, Cornell MacNeil; Otello con Plàcido Domingo, Katia Ricciarelli, Justino Diaz.
Tra i suoi numerosi riconoscimenti ben due oscar inglesi del cinema, i Bafta Awards, per le sue ambientazioni scenografiche dei films La Traviata con Plácido Domingo e Teresa Stratas e Camera con vista con Helena Bonham Carter, Maggie Smith, Daniel Day-Lewis, Julian Sands.
Alla regia affianca anche la progettazione del design delle luci per il musical Datemi tre Caravelle, ispirato alla vita di Cristoforo Colombo e rappresentato presso l’antico teatro greco-romano di Taormina con gli attori Alessandro Preziosi, Stefano De Sando, Luigi Di Fiore, Alessandro Cremona e i cantanti Nicky Nicolai, Mario Venuti, Jacopo Sarno e Noemi Smorra.
Cura inoltre la regia di progetti cinematografici come Maruzzella, con Cristiana Capotondi e Danny Quinn, vincitore del primo premio al Festival di Sabaudia e Il dono dei Magi, con Mary Petruolo, Michele Cesari, Valeria D’Obici, Franco Nero e Giuliana De Sio, tratto dal racconto di O. Henry.
Artista geniale ed eclettico, sin dagli esordi, il suo dinamismo artistico si indirizza anche verso l’attività di interior ed exterior designer, una competenza acquisita ed affinata grazie all’esperienza maturata con uno dei suoi Maestri, l’architetto Renzo Mongiardino. Progetta così l’architettura, la ristrutturazione e l’arredamento di importanti ambienti pubblici e privati, nonché delle più belle dimore del jet set internazionale, di cui idea la disposizione degli spazi, caratterizzandoli inoltre per la raffinatezza della decorazione, per la scelta dei materiali di impiego, per le finiture, gli arredi e lo studio delle luci.
Per molti anni è stato Presidente della sede di Roma dell’Accademia Italiana di Arte, Moda e Design, che ha basi sia in Italia che all’estero. L’Accademia vanta anche programmi di cooperazione internazionale con le più prestigiose università di tutto il mondo.
Durante il suo percorso professionale lavora anche nel mondo della pubblicità. Tra le operazioni di marketing che Gianni Quaranta ha contribuito a realizzare per vari imprese o brands, vi sono F.I.A.T., spumante Martini (Testimonials: Sharon Stone e Danny Quinn), American Express (Testimonials: i fratelli Bulgari), la Pellicceria Annabella di Pavia (Testimonial: Jerry Hall), IP Petroli (Testimonial: Valeria Marini), Istituto San Paolo di Torino (Testimonial: Vittorio Gassman), American Express (Testimonial: il famoso Ristorante romano “Checchino al Mattatoio”), la Banca di Credito Cooperativo di Roma, Omnitel, la Banca Nazionale del Lavoro, T.I.M., Caffè Lavazza International, Birra Peroni (Testimonial: Milli Carlucci), Burro Foglia d’Oro, Pandoro Melegatti, Revlon make up.
In particolare, negli anni dal 1991 al 1995, è stato Responsabile Artistico dall’azienda Barilla S.p.a. per tutti i prodotti del Mulino Bianco, brand per il quale ha ideato, progettato e realizzato la costruzione del celebre “mulino bianco” per la prima campagna pubblicitaria (con la regia di Giuseppe Tornatore).
Nel corso degli anni inoltre crea e cura l’allestimento di vari eventi di spettacolo, mostre ed esposizioni, in cui ricopre il duplice ruolo di regista e di scenografo. Tra essi si segnalano: Maestri del Lino (Castello di Sant’Elmo, Napoli), sfilata di moda dei dieci migliori stilisti europei, la mostra fotografica Il Letto racconta (Museo dei Navigli, Milano), con il contributo della scultura esposta nella Galleria di Milano dell’artista Arnaldo Pomodoro e le fotografie di Paolo Limiti.
In tale ambito, nel 2011, su incarico del Ministero dello Sviluppo Economico Italiano, cura la regia e l’allestimento della mostra Il Falso Non Ha Senso, nella galleria della Fondazione Memmo a Palazzo Ruspoli, al fine di sensibilizzare i cittadini sul tema della contraffazione, attraverso un percorso che ha visto il coinvolgimento di istituzioni pubbliche e di prestigiose aziende italiane: Lamborghini, Dainese, Cavalli, Fendi, Gucci, Versace, Luxottica, Safilo, Artemide, Parmigiano Reggiano, Ferrero e molte altre.
In teatro nel 2010 gli viene affidata la prima messa in scena mondiale dell’opera lirica Gogo no Eiko, musicata da Hans Werner Henze, tratto dal romanzo di Yukio Mishima, che ha aperto il prestigioso Festival dei due Mondi di Spoleto.
Reduce da un enorme successo di critica e pubblico, l’anno seguente viene nuovamente incaricato di curare l’allestimento di Amelia al ballo di Giancarlo Menotti, opera inaugurale del Festival dei Due Mondi di Spoleto, in occasione del 100º anniversario della nascita del fondatore del festival.
Ancora nel 2011, la Royal Opera House di Muscat (Oman) gli conferisce il prestigioso incarico di regista, scenografo e costumista dell’opera Carmen di Georges Bizet, interpretata dal mezzo-soprano Julia Gertseva e dai tenori Marcello Giordani e Giancarlo Monsalve, rappresentata per la prima stagione inaugurale del teatro. L’opera, anche prodotta da Gianni Quaranta, si rivela di enorme successo, confermato sia da pubblico e critica, tanto da ricevere i ringraziamenti ufficiali della Royal Opera House di Muscat.
Il 2012 lo vede impegnato nella Madama Butterfly di Giacomo Puccini, con Daniela Dessì, per il Teatro dell’Opera di Roma, nonché ne Il Giro di Vite di Benjamin Britten, per l’apertura del Festival dei Due Mondi di Spoleto.
Nel 2013 è regista del musical Darwin, L’evoluzione? Opera concept, un multiforme spettacolo multimediale con la musica rock progressive del Maestro Vittorio Nocenzi (Banco del Mutuo Soccorso).
Sempre nel 2013, richiesto di nuovo dal Festival dei Due Mondi di Spoleto, ne inaugura l’apertura curando il balletto The Piano Upstairs, con l’étoile Alessandra Ferri e l’attore americano Boyd Gaines.
Nello stesso anno, ancora una volta al Festival dei Due Mondi di Spoleto, Gianni Quaranta è impegnato nel musical La sciantosa, Tra Napoli e Belle Epoque, con la cantante e attrice Serena Autieri.
Nel 2015, per celebrare il 250º anniversario del Teatro Nazionale polacco e l’anniversario della Prima Compagnia del Royal Ballet, il National Theater Wielki Opera Narodowa di Varsavia gli affida l’ideazione delle scene e dei costumi per la prima mondiale del balletto Casanova in Warsaw, che vanta la coreografia di Krzysztof Pastor, con la musica di Wolfgang Amadeus Mozart.
Lo stesso anno è inoltre impegnato, al Teatro Sistina di Roma, con il musical Vacanze Romane, ispirato al celebre film, con Serena Autieri e Paolo Conticini.
Nel 2017, ancora una volta al Teatro Sistina, crea un’apprezzata ambientazione dal tono onirico per il musical Diana & Lady D, basato sulle ultime ore di vita della Principessa Diana d’Inghilterra, interpretata da Serena Autieri.
Nel 2018 ha ideato la scenografia ed i costumi della pièce teatrale Imperfect Love, rappresentata a New York e ispirata alla vita tumultuosa di Eleonora Duse e Gabriele D’Annunzio, scritta da Brandon Cole e co-prodotta da John Turturro.
Stimato artista di superba qualità, nel teatro d’Opera lavora al fianco di direttori d’orchestra quali James Levine, Riccardo Muti, Zubin Mehta, Peter Maag, Thomas Schippers, Georges Prêtre, Lorin Maazel, Nino Sanzogno, Pinchas Steinberg, Roberto Abbado.
In teatro, grandi artisti hanno ballato, cantato o recitato nelle scene ideate da lui o hanno vestito i suoi costumi o ne sono stati diretti: tra questi Carla Fracci, Alessandra Ferri, Luciana Savignano, Ekaterina Maximova, Vladimir Viktorovich Vasiliev, James Urbain, Mikhail Baryshnikov, Roberto Bolle, Luciano Pavarotti, Plàcido Domingo, Leona Mitchell, Fiorenza Cossotto, Aprile Millo, Josè Cura, Marcello Giordani, Kiri Te Kanawa, Eva Marton, Rajna Kabaivanska, Giancarlo Monsalve, Giulia Gertzeva, Teresa Stratas, Barbara De Maio, Montserrat Caballé, Cecilia Gasdia, Claude Rich,  Daniela Dessì, Leo Nucci, Renato Bruson, Edita Gruberovà, Ingvar Wixell, Ferruccio Furlaneto, Gerard Giroudon, Gabriele Lavia, Tino Carraro, Lina Volonghi, Agnes Baltsa, June Anderson, Samuel Ramey, Chriss Merritt, Philippe Leroy, Francesca Benedetti, Andrea Giordana, Nino Castelnuovo, Miranda Martino, Alessandro Preziosi e molti altri.
Da giugno 2014 a ottobre 2016 è Assessore alla Cultura di Spoleto.
Impossibile citare gli innumerevoli successi nei vari ambiti della sua brillante carriera ottenuti grazie alla indubbia sensibilità artistica e ad una professionalità tecnica versatile, avvalorata dall’assegnazione dei massimi riconoscimenti a livello mondiale, i quali hanno contribuito a conferire all'Italia un prestigio internazionale nel campo delle arti, tanto da essere insignito del titolo di Commendatore della Repubblica Italiana.

## Filmografia
- Fratello sole, sorella luna (1972), regia di Franco Zeffirelli, (direttore realizzazione scenica)
- Tutto a posto e niente in ordine (1974), regia di Lina Wertmüller, (scenografo)
- Novecento (1976), regia di Bernardo Bertolucci, (scenografo)
- Gesù di Nazareth (1977), regia di Franco Zeffirelli, sceneggiato televisivo, (scenografo e arredatore)
- Tre simpatiche carogne (1977), Tv, regia di Francis Girod, (scenografo)
- The Day Christ Died (1980), Tv, regia di James Cellan Jones, (scenografo e architetto-scenografo)
- Pagliacci (1982), regia di Franco Zeffirelli, (scenografo)
- Cavalleria rusticana (1982), regia di Franco Zeffirelli, (scenografo)
- La tempesta (1982), regia di Paul Mazursky, (scenografo)
- Hajji Washington (1982), regia di Ali Hatami, (architetto-scenografo)
- Rigoletto (1981), regia di Jean-Pierre Ponnelle, (scenografo)
- La Traviata (1983), regia di Franco Zeffirelli, (scenografo)
- Camera con vista (1986), regia di James Ivory, (scenografo)
- Otello (1986), regia di Franco Zeffirelli, (architetto-scenografo)
- Dancers (1987), regia di Herbert Ross, (scenografo)
- Guglielmo Tell (1988), Tv, (scenografo)
- Waxwork - Benvenuti al museo delle cere (1988), regia di Anthony Hickox, (scenografo)
- La leggenda del santo bevitore (1988), regia di Ermanno Olmi, (scenografo e capo direttore artistico) - Film vincitore del Leone d'Oro al Festival del Cinema di Venezia
- Magdalene (1989), regia di Monika Teuber, (scenografo)
- Cellini, Una Vita Violenta (1989), regia di Giacomo Battiato, (scenografo)
- Aida (1989), Tv, regia di Brian Large, (scenografo)
- Cortesie per gli ospiti (1990), regia di Paul Schrader, (scenografo)
- Dov'eri quella notte (1993), Tv, regia di Salvatore Samperi, (scenografo)
- Farinelli - Voce regina (1994), regia di Gérard Corbiau, (scenografo)
- Peggio di così si muore (1995), regia di Marcello Cesena, (scenografo)
- Ardena (1997), regia di Luca Barbareschi, (scenografo)
- Marquise (1997), regia di Véra Belmont, (scenografo)
- Indiscrezioni di una moglie americana (1998) (Indiscretion of an American Wife), Tv, regia di George Kaczender, (scenografo)
- Naja (1997), regia di Angelo Longoni, (scenografo)
- L'anniversario (1999), regia di Mario Orfini, (scenografo)
- La città d'oro (1999), regia di H. Gordon Boos, (scenografo e arredatore)
- Mirka (2000), regia di Rachid Benhadj, (scenografo)
- Il giovane Casanova (2002), Tv, regia di Giacomo Battiato, (scenografo)
- Maria José: l'ultima regina (2002), Tv, regia di Carlo Lizzani, (scenografo)
- Mosè e Faraone, o Il passaggio del Mar Rosso (2003), Tv, regia di Carlo Battistoni, (scenografo)
- Renzo e Lucia (2004), sceneggiato televisivo, regia di Francesca Archibugi, (scenografo)
- Angelus Hiroshimae (2004), film, regia di Giancarlo Planta, (scenografo)
- Maruzzella (2005), short film, regia di Gianni Quaranta, (regista)
- La sacra famiglia (2006), miniserie televisiva, regia di Raffaele Mertes, (scenografo)
- Il Dono dei Magi (2007), short film, regia di Gianni Quaranta, (regista)
- Metropolitan Opera: Live in HD (2009), episodio Verdi's Aida, regia di Gary Halvorson, (scenografo)
- Havana Kyrie (2019), regia di Paolo Consorti, (scenografo)

## Opera
- L'uomo Più Importante (1972), di G. Menotti, regia di G. Menotti, (scenografo assieme a R. Mongiardino), Teatro Verdi, Trieste
- La traviata (1972), di G. Verdi, regia di G. Menotti, (scenografo assieme a R. Mongiardino), Teatro La Fenice, Venezia
- Direttore Tecnico del Teatro La Fenice, Venezia (1972/73)
- I Quattro Rusteghi (1973), di E. Wolf-Ferrari, regia di F. Crivelli, (scenografo), Teatro La Fenice, Venezia
- Il Cappello di Paglia di Firenze (1973), di N. Rota, regia di F. Crivelli, (scenografo), Teatro Municipale, Treviso
- Il Finto Stanislao (1974), di G. Verdi, regia di F. Crivelli, (scenografo), Bregenz Opera Festival, Bregenz
- Leonora (1974), di F. Paèr, regia di F. Crivelli, (scenografo), Teatro Regio, Parma
- Il Tabarro - Suor Angelica - Gianni Schicchi (1974), di G. Puccini, regia di F. Crivelli, (scenografo), Teatro Municipale, Treviso
- Diagramma Circolare (1975), di A.B. Tedeschi, regia di F. Crivelli, (scenografo), Teatro Regio, Torino
- Falstaff (1977), di G. Verdi, regia di F. Crivelli, (scenografo), Teatro Municipale, Treviso
- Il turco in Italia (1977), di G. Rossini, regia di F. Crivelli, (scenografo), Teatro Politeama, Palermo
- La traviata (1978), di G. Verdi, regia di G. Menotti, (scenografo), Teatro dell'Opera di Charleston, Charleston, U.S.A.
- Tito Manlio (1979), di A. Vivaldi, regia di S. Frisell, (scenografo), Teatro Piccola Scala, Milano
- Adriana Lecouvreur (1981), di F. Cilea, regia di G. Merlo, (scenografo e costumista), Teatro Regio, Parma
- Tosca (1983), di G. Puccini, regia di M. Bolognini, (scenografo), Terme di Caracalla, Roma
- Carmen (1983), di G. Bizet, regia di S. Frisell, (scenografo), The Dallas Opera House, Dallas, U.S.A.
- Moise et Pharaon, ou Le Passage de la Mer Rouge (1983), di G. Rossini, regia di L. Ronconi, (scenografo), Théatre de l'Opéra di Parigi, Parigi, Francia
- La dama di picche (1984), di P.I. Tchaikovsky, regia di G. Menotti, (scenografo), Philadephia Opera Company, Philadelphia, U.S.A.
- La traviata (1984), di G. Verdi, regia di M. Bolognini, (scenografo), Arena Sferisterio, Macerata
- Sancia di Castiglia (1984), di G. Donizetti, regia di F. Crivelli, (scenografo), Teatro Donizetti, Bergamo
- Direttore Tecnico del Teatro dell'Opera, Roma (1984/85)
- Demofonte (1985), di L. Cherubini, regia di L. Ronconi, (scenografo), Teatro dell'Opera, Roma
- Aida (1986), di G. Verdi, regia di S. Frisell, (scenografo), Teatro Municipal, Rio de Janeiro, Brasile
- Guglielmo Tell (1988), di G. Rossini, regia di L. Ronconi, (scenografo), Teatro alla Scala, Milano
- Aida (1988), di G. Verdi, regia di S. Frisell, (scenografo), Metropolitan Opera House, New York, U.S.A.
- Don Carlo (1989), di G. Verdi, regia di S. Frisell, (scenografo), Lyric Opera of Chicago, Chicago, U.S.A.
- Aida (1989), di G. Verdi, regia di J.J. Karpo, (scenografo e costumista), Oper Bonn, Bonn, Germania
- Don Carlo (1989), di G. Verdi, regia di S. Frisell, (scenografo), Washington National Opera, Washington, U.S.A.
- Samson et Dalila (1990), di C. Saint-Saëns, regia di G. Friedrich, (scenografo), Wiener Staatsoper, Vienna, Austria
- Rigoletto (1992), di G. Verdi, regia di A. Serban, (scenografo), Teatro La Fenice, Venezia
- Tosca (1995), di G. Puccini, regia di Gianni Quaranta, (regista, scenografo e costumista), Festival di Puccini, Torre del Lago Puccini
- Attila (1996), di G. Verdi, regia di P. Maestrini, (scenografo), Stadttheater, St. Gallen, Svizzera
- Rigoletto (1996), di G. Verdi, regia di A. Serban, (scenografo), Grand Théâtre de Genève, Ginevra, Svizzera
- La traviata (2001), di G. Verdi, regia di S. Frisell, (scenografo), Teatro Municipal, Rio de Janeiro, Brasile
- Moïse et Pharaon (2003), di G. Rossini, regia di L. Ronconi, (scenografo), Teatro alla Scala, Milano
- Fidelio (2004), di L. van Beethoven, regia di G. Lavaudant, (scenografo), Teatro Carlo Felice, Genova
- Tosca (2006), di G. Puccini, regia di R. Pugliese, (scenografo), Piazza del Popolo, Ascoli Piceno
- Gogo No Eiko (2010), di H.W. Henze, regia di G. Ferrara, (scenografo), Festival dei Due Mondi, Spoleto
- Amelia al Ballo (2011), di G. Menotti, regia di G. Ferrara, (scenografo), Festival dei Due Mondi, Spoleto
- Carmen (2011), di G. Bizet, regia di Gianni Quaranta, (regista, scenografo e costumista), Royal Opera House, Muscat, Oman
- Madama Butterfly (2012), di G. Puccini, regia di G. Ferrara, (scenografo), Teatro dell'Opera, Roma
- Il giro di vite (2012), di B. Britten, regia di G. Ferrara, (scenografo), Festival dei Due Mondi, Spoleto

## Prosa
- Lulu (1974), di C. Bertolazzi, regia di G. Merlo, (scenografo), Teatro dell'Arte, Milano
- Lorenzaccio (1976), di A. de Musset, regia di F. Zeffirelli, (scenografo), riapertura della Sala Richelieu, Théâtre de la Comedie Française, Parigi, Francia
- La commedia degli errori (1977), di W. Shakespeare, regia di G. Merlo, (scenografo), Teatro Romano di Ostia Antica, Roma
- I Desgrazzi de Giovannin Bongee (1977), di C. Fontana, regia di F. Crivelli, (scenografo), Teatro Odeon, Milano
- Diana La Mazurka Bleu (1978), di C. Fontana, regia di F. Crivelli, (scenografo), Teatro dei Filodrammatici, Milano
- Un tram che si chiama Desiderio (1978), di T. Williams, regia di M. Gagliardo, (scenografo e costumista), Teatro Quirino, Roma
- Burlesk (1978), di F. Scaglia, regia di L. Salveti, (scenografo e costumista), Teatro Valle, Roma
- Volpone (1985), di G. Romano, regia di J. Mercuri, (scenografo e costumista), Theatre de la Ville, Parigi, Francia
- Memoires (2007), di C. Goldoni e G. Strheler, regia di G. Ferrara, (scenografo), Theatre Montparnasse, Parigi, Francia
- Imperfect Love (2018), di B. Cole, regia di M. Di Jiacomo, (scenografo e costumista), Connelly Theatre, New York, U.S.A.

## Balletto
- La Leggenda della Peri (1972), di P. Dukas, regia di B. Menegatti con Carla Fracci, (scenografo e costumista), Teatro alla Scala, Milano
- Le Villi (1984), di G. Puccini, regia di B. Menegatti, con Carla Fracci, (scenografo), Festival di Puccini, Torre del Lago Puccini
- Giselle (1987), di A. Adam, con Mikhail Baryshnikov e Alessandra Ferri, (scenografo), American Ballet Theatre, Metropolitan Opera House, New York, U.S.A.
- The Piano Upstairs (2013), di J. Weidman, con Alessandra Ferri, (scenografo), Festival dei Due Mondi, Spoleto
- Casanova in Warsaw (2015), musica di W.A. Mozart, (scenografo e costumista), Teatro Wielki Opera Narodowa, Varsavia, Polonia

## Musicals
- Datemi tre Caravelle (2005), musica di S. Di Battista, testo di C. Pennisi e M. Durante, regia di Gianni Quaranta, Teatro Antico, Taormina
- Darwin - L'Evoluzione - Concept Opera (2013), musica V. Nocenzi, testo di F. Di Giacomo e V. Nocenzi, voce di Darwin A. Haber, supervisione alla regia di Gianni Quaranta, Teatro G.M. Volonté Artemisio, Velletri
- La Sciantosa (2013), testo di Vincenzo Incenzo, con Serena Autieri, (scenografo), Festival dei Due Mondi, Spoleto
- Vacanze Romane (2015), musica di C. Porter e A. Trovajoli, testo di Paul Blake, regia di L. Russo, con Serena Autieri e Paolo Conticini, (scenografo), Teatro Sistina, Roma
- Diana & Lady D (2017), testo e regia di V. Incenzo, con Serena Autieri, (scenografo), Teatro Sistina, Roma

## Riconoscimenti
Principali premi e nomination
2018	Premio Videocittà, Roma, alla Carriera;
2018	Premio internazionale Le Muse, Firenze, per il contributo artistico apportato al Cinema;
2018	Premio Scenografia al Reggio Calabria Film Fest, per il contributo artistico apportato al Cinema;
2017	Premio Capri Hollywood, Capri, alla Carriera;
2017	Nastro d'argento, alla carriera per il contributo artistico apportato nel campo del Cinema;
2011	Credo ad astram, premio ucraino di eccellenza, per il contributo apportato alla cultura mondiale;
2009	Premio Aquila d'oro, Sulmona, alla carriera;
2006	Premio Qualità, migliore scenografia per il film “Farinelli”;
2005	Primo premio al Festival di Sabaudia, miglior regia per il corto “Maruzzella”;
2002	Premio Donna Circe, Sabaudia, alla carriera;
2001	Premio Capri Hollywood, Capri, alla carriera;
2001	Premio Qualità, migliore scenografia per il film “Mirka”;
1995	David di Donatello, candidatura alla migliore scenografia per il film “Farinelli”;
1995	Cesar, migliore scenografia per il film “Farinelli”;
1994	Premio Cinema & Società, alla carriera;
1988	Premio Qualità, migliore scenografia per il film “La Leggenda del Santo Bevitore”;
1987	Oscar, migliore scenografia per il film “Camera con Vista”;
1986	Bafta Film Award, migliore scenografia per il film “Camera con Vista”;
1983	Nastro d'argento, migliore scenografia per il film “La Traviata”;
1983	Carta Benvenuto a Cinecittà, per la professionalità;
1983	Oscar, candidatura alla migliore scenografia per il film “La Traviata”;
1982	Bafta Film Award, migliore scenografia per il film “La Traviata”;
1981	A.I.C. – Associazione Italiana Critici – Festival di Venezia, migliore scenografia per il film “Tempest”;
1978	Nastro d'argento, migliore scenografia per il film “Gesù di Nazareth”;
1975	Premio Qualità, migliore scenografia per il film “900”;
1974	Oscar, Candidatura alla migliore scenografia per il film “Fratello Sole, Sorella Luna”;
1973	Prix d'Honneur – Festival Internazionale di Berlino, migliore scenografia per il film “Fratello Sole, Sorella Luna”.
Onorificenze
Il presidente della Repubblica Oscar Luigi Scalfaro lo insignisce del titolo onorifico di Commendatore della Repubblica Italiana (1995);
Papa Benedetto XVI lo invita allo storico Incontro con gli Artisti, evento che ha visto presenti complessivamente 280 artisti provenienti da tutto il mondo, tra tutti i settori delle arti (2009);
L’Accademia Costantina gli conferisce il titolo onorifico di Accademico Benemerito (2015);
Il Comune di nascita Arsiè (BL) gli intitola la biblioteca cittadina (1987).